# Маррокко, Томас
Уильям Томас Маррокко (англ. William Thomas Marrocco; 5 декабря 1909, Уэст-Нью-Йорк, штат Нью-Джерси — 1 января 1999, Юджин) — американский музыковед, источниковед, скрипач.
Окончил неаполитанскую консерваторию Сан-Пьетро-а-Майелла (1930) как скрипач, затем вернулся в США и продолжил образование в Истменовской школе музыки. Преподавал в Айовском университете (1945—1946) и в Канзасском университете в Лоуренсе (1946—1949), в 1950—1977 гг. профессор Калифорнийского университета в Лос-Анджелесе. В 1952 г. защитил диссертацию о творчестве Якопо Болонского, опубликованную в 1954 г. как монография (англ. The Music of Jacopo da Bologna). Другие книги Маррокко — «Итальянские каччи четырнадцатого века» (англ. Fourteenth Century Italian Cacce; 1942, расширенное издание 1961) и «Опись бас-дансов, балло и баллетто XV века в итальянских танцевальных пособиях» (англ. Inventory of Fifteenth Century Bassedanze, Balli and Balletti in Italian Dance Manuals; 1981).
Составленная Маррокко вместе с Николасом Сэндоном антология средневековой музыки (англ. Medieval Music; 1977), по мнению Дэвида Хайли, стала лучшей когда-либо опубликованной антологией ранней музыки. Другую антологию, посвящённую американской музыке 1620—1865 гг. (англ. Music in America. An Anthology from the Landing of the Pilgrims to the Close of the Civil War, 1620—1865; 1964), составил вместе с Харолдом Глизоном. В 1967–1978 годах Маррокко выполнил критическое издание итальянской светской музыки XIV века, опубликовал её в 6 томах серии «Polyphonic Music of the Fourteenth Century».
Последней книгой Маррокко стало художественное произведение — небольшой роман «Мемуары одной Страдивари» (англ. Memoirs of a Stradivarius; 1988), написанный от лица скрипки мастера Антонио Страдивари, вспоминающей 300 лет своей жизни в руках различных владельцев и исполнителей, от Джузеппе Тартини и Джованни Баттиста Виотти до Фрица Крейслера и Тоши Зайделя. Сам Маррокко наряду с преподавательской и исследовательской работой в 1949—1961 гг. играл вторую скрипку в струнном квартете Рота, в том числе в 1961—1967 гг. — на примечательном инструменте Страдивари Алькантара.